# Epke Zonderland
Epke Zonderland (ur. 16 kwietnia 1986 w Lemmer) – holenderski gimnastyk, mistrz olimpijski, trzykrotny mistrz świata, trzykrotny mistrz Europy. Specjalizuje się w ćwiczeniach na drążku.
Ma dwóch braci: Herre i Johan, którzy również są gimnastykami.

## Igrzyska olimpijskie
Na swoich pierwszych igrzyskach olimpijskich w Pekinie wystąpił w jednej konkurencji.
Cztery lata później w Londynie w tej samej konkurencji zdobył swój pierwszy złoty medal olimpijski. W finale wygrał z Niemcem Fabianem Hambüchenem o 0,133 punktu i Chińczykiem Zou Kaiem o 0,167 punktu. Wystąpił również w zawodach na poręczach, lecz zajmując 18. miejsce w kwalifikacjach, nie awansował do finału.
Na kolejnych igrzyskach w Rio de Janeiro w ćwiczeniach na drążku zajął siódmą pozycję. W ćwiczeniach na drążku zajął siódme miejsce. Podczas występu upadł, tracąc szanse na medal. W pozostałych dwóch konkurencjach, w których brał udział, nie zakwalifikował się do ostatecznej rywalizacji. W wieloboju został sklasyfikowany na 86. miejscu, natomiast w zawodach drużynowych zajął dziesiątą pozycję.
| Igrzyska                         | Miejsce        | Konkurencja            | Kwalifikacje | Kwalifikacje | Finał  | Finał   |
| Igrzyska                         | Miejsce        | Konkurencja            | Punkty       | Pozycja      | Punkty | Pozycja |
| -------------------------------- | -------------- | ---------------------- | ------------ | ------------ | ------ | ------- |
| Letnie Igrzyska Olimpijskie 2012 | Londyn         | Ćwiczenia na poręczach | 15,133       | 18.          | NQ     | NQ      |
| Letnie Igrzyska Olimpijskie 2012 | Londyn         | Ćwiczenia na drążku    | 15,966       | 1. Q         | 16,533 | złoto   |
| Letnie Igrzyska Olimpijskie 2016 | Rio de Janeiro | Wielobój indywidualny  | 15,366       | 86.          | NQ     | NQ      |
| Letnie Igrzyska Olimpijskie 2016 | Rio de Janeiro | Ćwiczenia na drążku    | 15,366       | 3. Q         | 14,033 | 7.      |
| Letnie Igrzyska Olimpijskie 2016 | Rio de Janeiro | Wielobój drużynowy     | 257,686      | 10.          | NQ     | NQ      |